# 余夕志
余夕志（1962年—），安徽岳西人，汉族，中华人民共和国政治人物、第十二届全国人民代表大会广东地区代表。
毕业于大连理工大学管理学院工商管理专业。加入中国共产党。曾任安庆石化公司总经理，现任茂名石化公司总经理。2008年起担任全国人大代表。2013年，担任全国人大代表。